# The Blues Is Where It's At
The Blues Is Where It's At è un album di Otis Spann, pubblicato dalla Bluesway Records nel 1966. Il disco fu registrato il 30 agosto 1966 a, New York (Stati Uniti), il disco sembrerebbe registrato dal vivo, in realtà come spiegato nelle note interne del CD, è un finto live organizzato dal produttore Bob Thiele in studio per ricreare un magico live (con John Lee Hooker) fatto alcuni giorni prima al Café au Go-Go del Greenwich Village di New York (anche se questo è stato smentito da alcuni critici che sostengono che fosse stato realmente registrato nel locale e poi successivamente reinciso in studio).

## Tracce
Lato A
1. Popcorn Man – 2:20 (McKinley Morganfield)
2. Brand New House – 3:04 (Bobby Darin, Woody Harris)
3. Chicago Blues – 3:19 (George Spink, Otis Spann)
4. Steel Mill Blues – 4:17 (Otis Spann)
5. Down on Sarah Street – 3:05 (Otis Spann)

Lato B
1. T'Aint Nobody Bizness If I Do – 3:52 (Clarence Williams, Porter Grainger, Robert Prince)
2. Nobody Knows Chicago Like I Do (Party Blues) – 2:35 (Otis Spann)
3. My Home Is on the Delta – 3:12 (McKinley Morganfield)
4. Spann Blues – 4:28 (Otis Spann)

## Musicisti
- Otis Spann - pianoforte, voce
- Muddy Waters - chitarra
- Sammy Lawhorn - chitarra
- Luther Johnson - chitarra
- George Smith - armonica
- Mac Arnold - basso elettrico
- Francis Clay - batteria